# Cystoseira corniculata
Espèce
Cystoseira corniculata est une espèce d’algues brunes de la famille des Sargassaceae.

## Nomenclature
Cystoseira corniculata a pour synonymes selon AlgaeBase (29 août 2020) :
- synonyme homotypique :
  - Fucus ericoides var. corniculatus Turner, 1809 (basionyme) ;
- synonymes hétérotypiques :
  - Cystoseira corniculata subsp. laxior Ercegovic, 1952 ;
  - Cystoseira corniculata var. laxior (Ercegovic) Antolić & Span, 2010.

## Liste des sous-espèces, formes et variétés
Selon World Register of Marine Species (29 août 2020) :
- sous-espèce Cystoseira corniculata subsp. divergens Ercegovic, 1952
- sous-espèce Cystoseira corniculata subsp. laxior Hauck, 1885
- variété Cystoseira corniculata var. divergens (Ercegovic) Antolic & Span, 2010
- variété Cystoseira corniculata var. laxior Ercegovic
- forme Cystoseira corniculata f. clydonophila Cormaci, G.Furnari, Giaccone, Scammacca & Serio, 1992
- forme Cystoseira corniculata f. clydonophila Giaccone
- forme Cystoseira corniculata f. imperfecta Ercegovic, 1952

## Distribution
Cystoseira corniculata se retrouve en mer Méditerranée et au Sri-Lanka.